# Ikonos
Ikonos est un satellite d'observation de la Terre américain à vocation commerciale. Ce satellite offre une résolution d’un mètre en panchromatique et de quatre en multispectrale.

## Caractéristiques

### Résolution spatiale
- 0,8 mètre en mode panchromatique (1-m PAN)
- 4 mètres en mode multispectral (4-m MS)

### Résolution spectrale
| panchromatique | 0,45-0,90 µm   |
| 1 (Bleu)       | 0,445-0,516 µm |
| 2 (Vert)       | 0,506-0,595 µm |
| 3 (Rouge)      | 0,632-0,698 µm |
| 4 (Proche IR)  | 0,757-0,853 µm |

### Résolution temporelle
Ikonos est capable de repasser sur la même zone tous les 3 à 5 jours en modifiant le pointage de ses instruments, et tous les 144 jours au nadir.

### Résolution radiométrique
Les capteurs ont une sensibilité de 11 bits (0-2047) et les données sont délivrées en 16 bits (0-65535). Afin de réduire la taille des fichiers, il est possible de réduire les données à 8 bits (0 - 255). 

### Portée
11 km × 11 km (par image)

## Fin de vie
La mission du satellite s'est officiellement achevée le 31 mars 2015 après 5680 jours en orbite, ayant réalisé 83131 tours de la Terre.